# Тоурисйёкюдль
Тоурисйёкюдль (исл. Þórisjökull) — небольшой ледник в Исландии, находится в западной части Исландского плато, на границе регионов Вестюрланд и Сюдюрланд, в нескольких километрах южнее западной оконечности второго по величине ледника Исландии Лаунгйёкюдля. С северо-западной стороны ледника Тоурисйёкюдль расположен самый короткий в Исландии горный хребет Калдидалсвегур (исл. Kaldidalsvegur), а немного далее — щитовидный вулкан Ок.
Площадь ледника Тоурисйёкюдль составляет 32 км², длина — ≈ 8 км, ширина — ≈ 4 км. Ледник покрывает одноимённый вулкан, наивысшая точка расположена на высоте 1350 м над уровнем моря. Ранее (примерно, до конца XVIII века) ледник Тоурисйёкюдль являлся частью Лаунгйёкюдля.
Название ледника происходит от имени тролля Тоури (исл. Þóri), персонажа исландской Саги о Греттире, жившего в одной из окрестных пещер.